# Carolina Ardohain

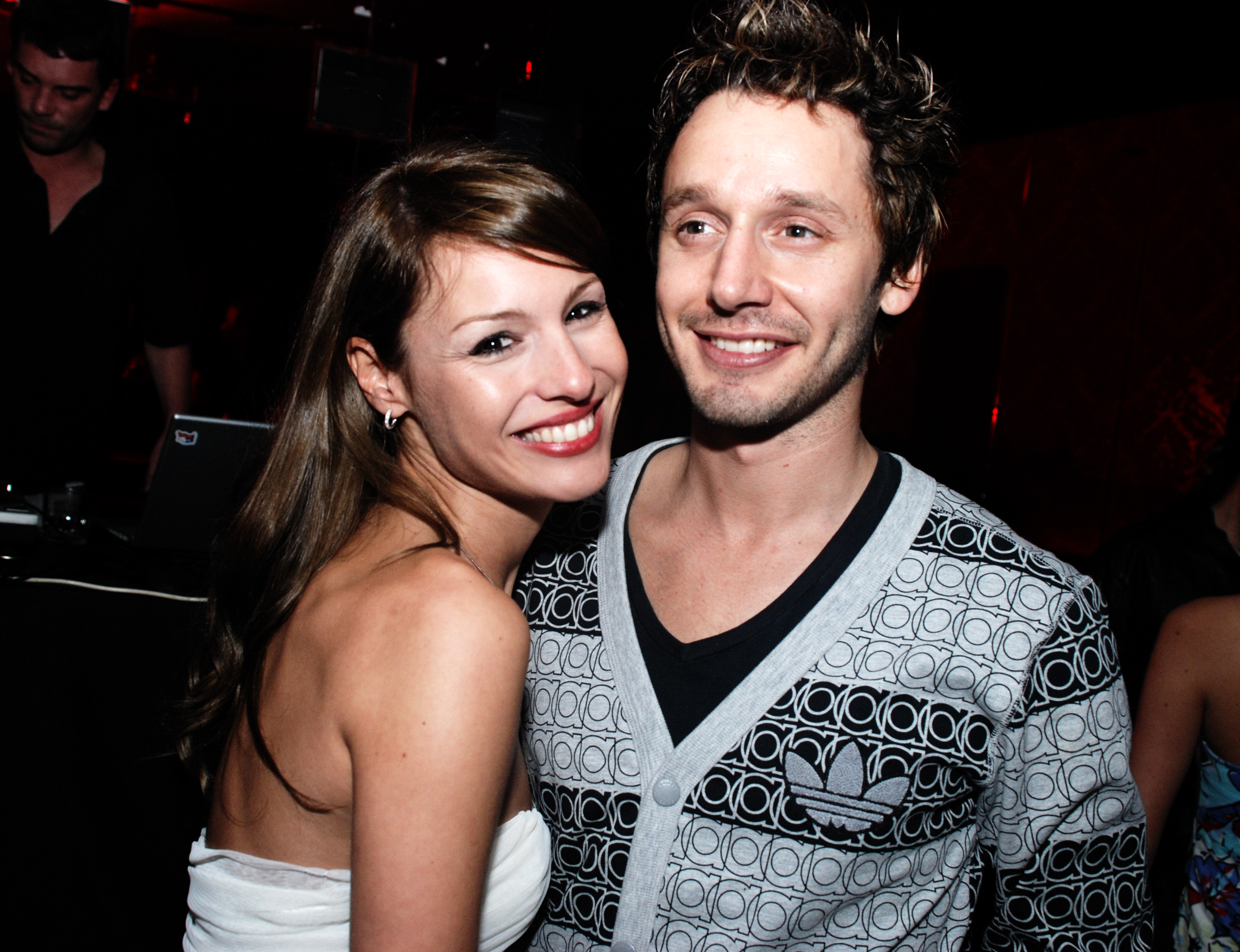
Carolina Ardohain und Benjamín Vicuña (2009)

Ana Carolina Ardohain Dos Santos (* 17. Januar 1978 in General Acha, La Pampa) ist ein argentinisches Model und Schauspielerin. 

## Leben
Carolina Ardohain trägt den Spitznamen Pampita aufgrund ihrer Herkunft aus der Region La Pampa. Sie hat die Idealmaße 90-60-90 bei einer Größe von 1,69 m. Ihren Körper formte sie durch neun Jahre Ballettunterricht und gab auch selbst Aerobic-Unterricht. Sie studierte Psychologie, Sport und Englisch an der Universität La Plata. Bevor sie von Luis Francisco Dotto (Dotto Models) entdeckt wurde, arbeitete sie als Verkäuferin in Buenos Aires. Während der Fußball-WM 2002 war sie außerdem Aushängeschild der argentinischen Nationalmannschaft. 2008 trat sie in der Unterhaltungsshow Bailando por un sueño auf.
Sie ist mit dem chilenischen Schauspieler Benjamín Vicuña Luco verheiratet, mit dem sie drei Kinder hat: Blanca (2006–2012), Bautista (2008) und Beltrán (2012). Ihre älteste Tochter Blanca starb am 8. September 2012 vermutlich an einer Legionelleninfektion.

## Publikationen
Sie arbeitete unter anderem für Avon, Citroën und Citroën DS line, Coca-Cola, Falabella, Honda, Victoria’s Secret und Wonderbra.
Sie erschien auf den Titelseiten verschiedener Zeitschriften wie Caras, Cosmopolitan, Elle, Genté, Maxim und Para Ti.

## Film
Sie spielte unter anderem in den TV-Serien El Show de Flo (2002), Rebelde Way (2002) und Doble Vida (2005) des argentinischen und spanischen Fernsehens mit.